# Boletoscapter cornutus
Boletoscapter cornutus là một loài bọ cánh cứng trong họ Bọ hung (Scarabaeidae).